# Ubcプライムニュース
『ubcプライムニュース』（ユー・ビー・シー・プライムニュース）は、韓国・SBS系列の蔚山放送（ubc）のローカルニュース番組。

## 出演者
いずれもubcのアナウンサー。
平日
- ピョン・ジョンテク
- チェ・ジウン

週末
- ランダム